# Chichimixtitla
Chichimixtitla är en ort i Mexiko.   Den ligger i kommunen Xilitla och delstaten San Luis Potosí, i den centrala delen av landet, 220 km norr om huvudstaden Mexico City. Chichimixtitla ligger 737 meter över havet och antalet invånare är 406.
Terrängen runt Chichimixtitla är kuperad åt nordost, men åt sydväst är den bergig. Runt Chichimixtitla är det ganska tätbefolkat, med 90 invånare per kvadratkilometer. Närmaste större samhälle är Xilitla, 2,0 km sydväst om Chichimixtitla. I omgivningarna runt Chichimixtitla växer i huvudsak städsegrön lövskog.